# Ripuarština
Ripuarština (Ripoarėsch) je skupina nářečí němčiny, používaných ve spolkové zemi Severní Porýní-Vestfálsko a přilehlých částech Beneluxu. Navazuje na jazyk Ripuárských Franků, obývajících od starověku břehy Rýna (název je odvozen z latinského výrazu ripa, který znamená břeh). Tyto dialekty jsou rozšířeny na jih od Benrátské linie a výrazně se liší vesnici od vesnice, jejich nejvýznamnějšími představiteli jsou Kölsch v Kolíně nad Rýnem, Öcher Platt (Cáchy), Kirchröadsj Plat (Kerkrade) nebo Bönnsch. Charakteristickými vlastnostmi je výrazná tóničnost a časté používání sandhi. Od roku 2006 existuje Ripuarská Wikipedie.

## Příklady

### Číslovky
| Ripuarsky | Česky |
| eens      | jeden |
| zwej      | dva   |
| drej      | tři   |
| viê       | čtyři |
| fünnef    | pět   |
| sechs     | šest  |
| sebbe     | sedm  |
| aach      | osm   |
| nöng      | devět |
| zehn      | deset |

## Užitečné fráze
| Ripuarsky     | Česky         |
| Tach!         | Ahoj!         |
| Jode Morje!   | Dobré ráno!   |
| Jode Daach!   | Dobrý den!    |
| Jode Ovend!   | Dobrý večer!  |
| Jode Naaht!   | Dobrou noc!   |
| Wie es et?    | Jak to jde?   |
| Maach et jod! | Na shledanou! |
| Bes esu jod   | Prosím        |

## Slovíčka
- Aaz - německy Arzt - česky lékař
- Bloodwoosch - německy Blutwurst - česky jelito
- fiire - německy feiern - česky slavit
- Hätz - německy Herz - česky srdce
- jet - německy etwas - česky něco
- Muttersprooch - německy Muttersprache - česky mateřština
- Pääd - německy Pferd - česky kůň
- söke - německy suchen - česky hledat
- Trööt - německy Trompete - česky trumpeta

## Vzorový text

### Všeobecná deklarace lidských práv
| ripuarsky | Alle minsche sin frej on jlich aan Wööd on Räête jebore. Ze sin met Vernonef on Jewesse bejoavt on solle een em Jeeßte dä Brodelichkeet bejähne. |
| česky     | Všichni lidé se rodí svobodní a sobě rovní co do důstojnosti a práv. Jsou nadáni rozumem a svědomím a mají spolu jednat v duchu bratrství.       |